# جيمس ماكلامور
جيمس ويتمان ماكلامور (بالإنجليزية: James Whitman McLamore)‏ (30 مايو 1926-8 أغسطس 1996) كان رجل أعمال أمريكي، مؤسس وأول مدير تنفيذي لسلسلة مطاعم الوجبات السريعة برجر كنج، جنبًا إلى جنب مع ديفيد إيدجيرتون. كما أنه صنع شطيرة ووبر. بعد بيع برجر كنج لشركة Pillsbury في عام 1967، ظل الرئيس التنفيذي لمدة 5 سنوات. بعد تقاعده، خدم في مجلس إدارة العديد من الشركات الكبرى، وكان رئيسًا لجامعة ميامي، وترأس يونايتد واي وكان عضوًا ورئيسًا للجنة Orange Bowl . استثمر في ميامي دولفينز لعدة سنوات وإعادة استثماره في المؤسسات التعليمية التي أثرت عليه في جامعة نورثفيلد ماونت هيرمون وجامعة كورنيل. كان أيضًا بستانيًا ورئيسًا في Fairchild Tropical Gardens.